# فانکشن ژنراتور

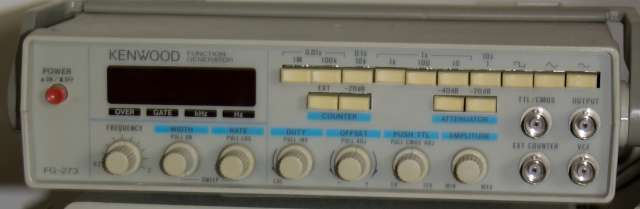
A simple analog function generator, circa 1990

فانکشن ژنراتور   یکی از مهمترین و پرکاربردترین تجهیزات آزمایشگاه‌های الکترونیک است. فانکشن ژنراتور دستگاهی است که برای تولید انواع مختلفی از امواج الکترونیکی در بازه وسیعی از بسامد ها استفاده می شود. این دستگاه سازنده امواج فرکانسی به شکل مربعی ، مثلثی یا سینوسی میباشد که میتواند امواجی در حدود هرتز و کیلو هرتز با شکل موجهای متفاوت را ایجاد نماید.